# Chiesa di San Giacomo Apostolo (Lendinara)
La chiesa di San Giacomo Apostolo è un edificio religioso ubicato a Ramodipalo, frazione del comune di Lendinara.
La chiesa, edificata sul precedente edificio eretto tra il XVII e l'inizio del XVIII secolo già dedicato a san Giacomo il Maggiore apostolo, è, nella suddivisione territoriale della chiesa cattolica, collocata nel vicariato di Lendinara-San Bellino, a sua volta parte della diocesi di Adria-Rovigo, ed è sede parrocchiale e arcipretale.

## Storia
Le prime notizie di un edificio sacro nella zona crea confusione con la vicina chiesa parrocchiale di Rasa, San'Andrea, in quanto non vi fu alcuna distinzione tra le attuali due frazioni del comune di Lendinara, abitato che nel XII secolo citato come "Ramo di palo", toponimo legato alla palude (in latino palus) che si era generata dal disalveamento delle acque dell'Adige, fiume il cui alveo originariamente attraversava il territorio, acqua stagnante che rimase per almeno 150 anni cancellando così le arginature dei corsi d'acqua fino alla riemersione del terreno sulla destra di quello che era rinominato Adigetto. Tuttavia la fonte consultata afferma che entrambi gli edifici sacri presenti nei pressi delle due rive erano stati edificati certamente non prima del XII secolo.
Le notizie della presenza di una parrocchia, amministrativamente parte dell'allora diocesi di Adria, nell'abitato risalgono all'inizio del XIV secolo, citata in occasione dell'investitura di due parroci, rispettivamente nel 1350 e nel 1386, nel codex Adrianus.
Circa trentanni più tardi, nel 1419, il vescovo Giacomo degli Obizzi decise di accorpare la parrocchia, assieme a quella di Bornio, a quella di Santa Sofia di Lendinara, tuttavia altre fonti la indicano come suffraganea di quella di San Biagio con annesso convento a quel tempo retto dagli Umiliati.
Dell'originale edificio si hanno notizie dalle visite pastorali che si susseguirono nel tempo. Antonio de Bottis, vicario generale dell'arcivescovo di Ravenna, nel 1473, anno in cui a San Biagio subentrarono i fiesolani, la descrisse in pessime condizioni, mentre oltre cinquant'anni più tardi nel suo Memorabilia dell'Episcopato d'Adria (1536-39) Giampiero Ferretti, ne cita la decima e il numero di fedeli (“Eccelsi S. Jacobi Rami de Palo – duc. 35 – anime 200”)
A inizio XVII secolo monsignor Flavio Perotto, nella visita pastorale dell'8 aprile 1603, la citò come “...antica, a unica navata ed è di ridotta dimensione, inadeguata a contenere i fedeli”. La descrizione continuava indicandone l'orientamento, nord-sud, e aspetto, con facciata che presentava una porta d'ingresso sovrastata da finestra di formato circolare, con edificio completato da un campanile, con due campane, che occupava la medesima posizione di quello recentemente crollato, e attorniato dal cimitero della comunità. Oltre ad annoverarne gli arredi sacri, diede anche indicazioni dello stato degli interni ("Le pareti sono state imbiancate in modo che le croci e la data della sua consacrazione sono state cancellate”). Annotò inoltre che l'interno era dotato di fonte battesimale, vie era presente un pulpito, di buona fattezza e privo di scala, che vi erano tre altari, con l'altare maggiore posto a oriente e dotato di un grande crocifisso, con quello della Madonna posizionato “in cornu evangelii”, mentre dalla parte opposta ve n'era un terzo in quel momento ancora in costruzione. Nella stessa relazione si indica che dal 13 giugno 1587 il rettore era don Guglielmo Cattaneo, il numero degli abitanti di Ramo di Palo, circa 400, e che le rendite del beneficio erano più che sufficienti. Quella visita offrì inoltre occasione al Perotto di istituire in loco la scuola della dottrina cristiana.
Successivamente la si indica restaurata all'inizio del Seicento, mentre nella sua visita del 1669 il vescovo Tommaso Retano la indicò come “molto piccola per una popolazione di 1000 anime”. Di questo periodo è anche l'erezione del nuovo campanile, del 1666.
Per soddisfare dunque le esigenze dei fedeli, cresciuti in numero, su iniziativa del rettore don Giovanni Baccari se ne decise la ricostruzione in forme più ampie all'inizio del XVIII secolo. Del nuovo edificio se ne ha un'immagine dalla visita pastorale del vescovo Giovanni Soffietti del 1734: “ampia, con colonne coperte di raso rosso, coro dietro all'altare maggiore e due belle cantorie”. La descrizione continua annotando la presenza di un ricco apparato di oggetti sacri e cinque altari, tutti realizzati in marmo, impreziositi da pala dipinta, mentre documenti successivi ne indicano la facciata principale prospiciente l'Adigetto, la conservazione della torre campanaria e la dedicazione degli altari, rispettivamente al Santissimo Sacramento, alla Madonna del Carmelo, a San Giacomo, a Sant'Antonio di Padova e al Cuor di Gesù, e alla Madonna del Rosario.
La cerimonia di consacrazione della nuova chiesa, celebrata dal vescovo Arnaldo Speroni degli Alvarotti il 21 ottobre 1779, si evince dai documenti d'archivio che citano la trascrizione di una lapide murata nell'edificio.
Nella seconda parte del XIX secolo, grazie al contributo del parroco Manfrin, delle famiglie e dell'allora comune di Ramodipalo, si avviarono importanti restauri e rinnovamento dell'arredo e forniture sacri, iniziati nel 1856 con la sagrestia (conclusa nel 1858), organo a canne (1872), quadri della Via Crucis (1873) e infine dell'intera struttura della chiesa (1884). Nel 1859 si innalzò una nuova canonica e una quindicina d'anni più tardi (1876) una camera per il deposito delle sedie. Oltre all'adeguamento, manutenzione o rinnovo di altri paramenti e addobbi sacri, al suo interno vennero installati banchi in noce (1856), venne rinnovato e completato l'arredo dell'altare maggiore (1863), si aumentarono di 280 unità le scranne per i parrocchiani (1866), e vennero cambiate o rinnovate le porte (1874) e il pavimento di cemento (1876). L'adeguamento interessò anche la cella campanaria con la fusione nel 1865 di cinque campane (note: mi3, solb3, lab3, la3 e si3) realizzate dalla fonderia Colbachini di Cervarese Santa Croce (la campana maggiore e la terza sono state restituite nel 1948). La chiesa vecchia è stata oggetto di demolizione tra la fine del secolo e inizio di quello successivo.

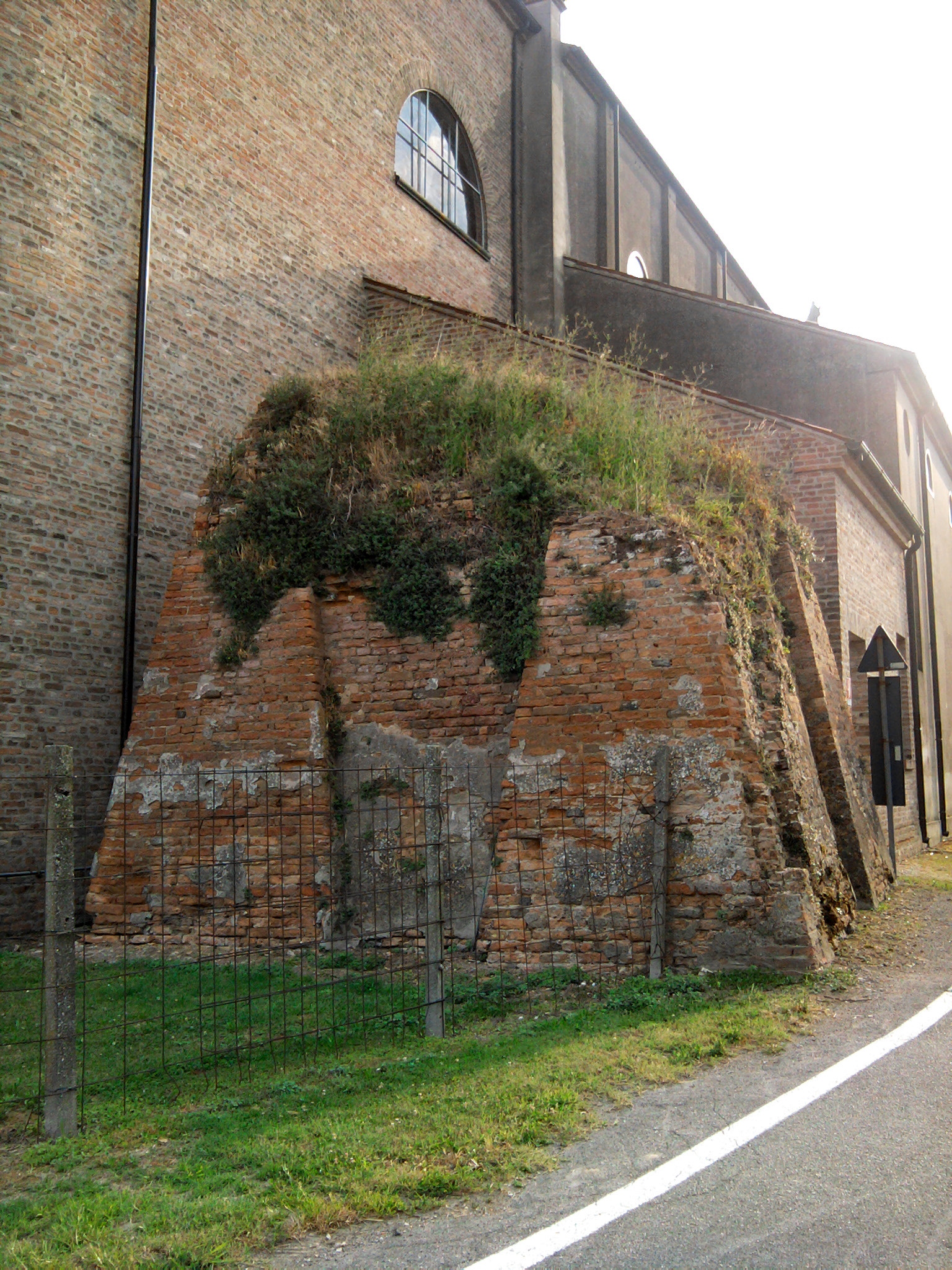
Il basamento del campanile.

Il progetto per la sua ricostruzione, caratterizzato da un'impostazione di gusto eclettico e dagli elementi di ispirazione romanico-gotici della facciata, venne affidato all'ingegnere Pietro Zerbini, lendinarese, con i lavori che si protrassero fino al 1904 in prossimità della torre campanaria del 1666 (alta 44 metri), unico elemento che si decise di conservare del precedente edificio di culto.
Per l'arredo sacro della nuova chiesa si ricorse agli altari, adeguatamente adattati, provenienti dall'edificio demolito, mentre le decorazioni interne vennero commissionate al pittore veneziano Gigi Gasperini che nel 1926 dipinse a fresco il catino absidale e il soffitto della navata centrale.
Inaugurata dal delegato del vescovo e arciprete di Santa Sofia di Lendinara, don Luigi Fraccon, la chiesa fu consacrata il 13 novembre 1927 dal vescovo di Adria Anselmo Rizzi.
La chiesa venne parzialmente danneggiata da una tromba d'aria che si abbatté sul territorio il 24 giugno 1993, evento che fece crollare il campanile rovinando sulla zona absidale, distruggendo parzialmente edificio e la pittura del Gasperini. Negli anni successivi si provvide a ricostruire la zona danneggiata della chiesa ma non il campanile a causa della mancanza di fondi e di interesse; del campanile rimane però il basamento. Il restauro e completamento della decorazione del presbiterio venne affidata a Andrea Crivellenti, pittore di Villa d'Adige, coadiuvato da Giordano Salmaso, di Padova, al quale venne affidato il compito di restaurare tutte le opere pittoriche e decorative della parte indenne dell'edificio, e Alessandro Tomanin di San Bellino, autore delle finestre e delle vetrate.

## Descrizione
L'edificio sorge all'estremità orientale dell'abitato con orientamento est-ovest, principalmente caratterizzato da una facciata monumentale in laterizio faccia a vista, preceduto da un ampio sagrato e chiuso, sul lato destro, dalla casa canonica. Il complesso è privo del campanile, unico elemento rimasto della precedente struttura, del quale rimane solo il basamento dopo che un violento evento meteorologico lo fece crollare sulla zona absidale, distruggendola parzialmente, il 24 giugno 1993.